# نخل موم سرخ
نخل موم سرخ (نام علمی: Cyrtostachys renda) نام یک گونه از تیره نخل است.